# Marco Gödde

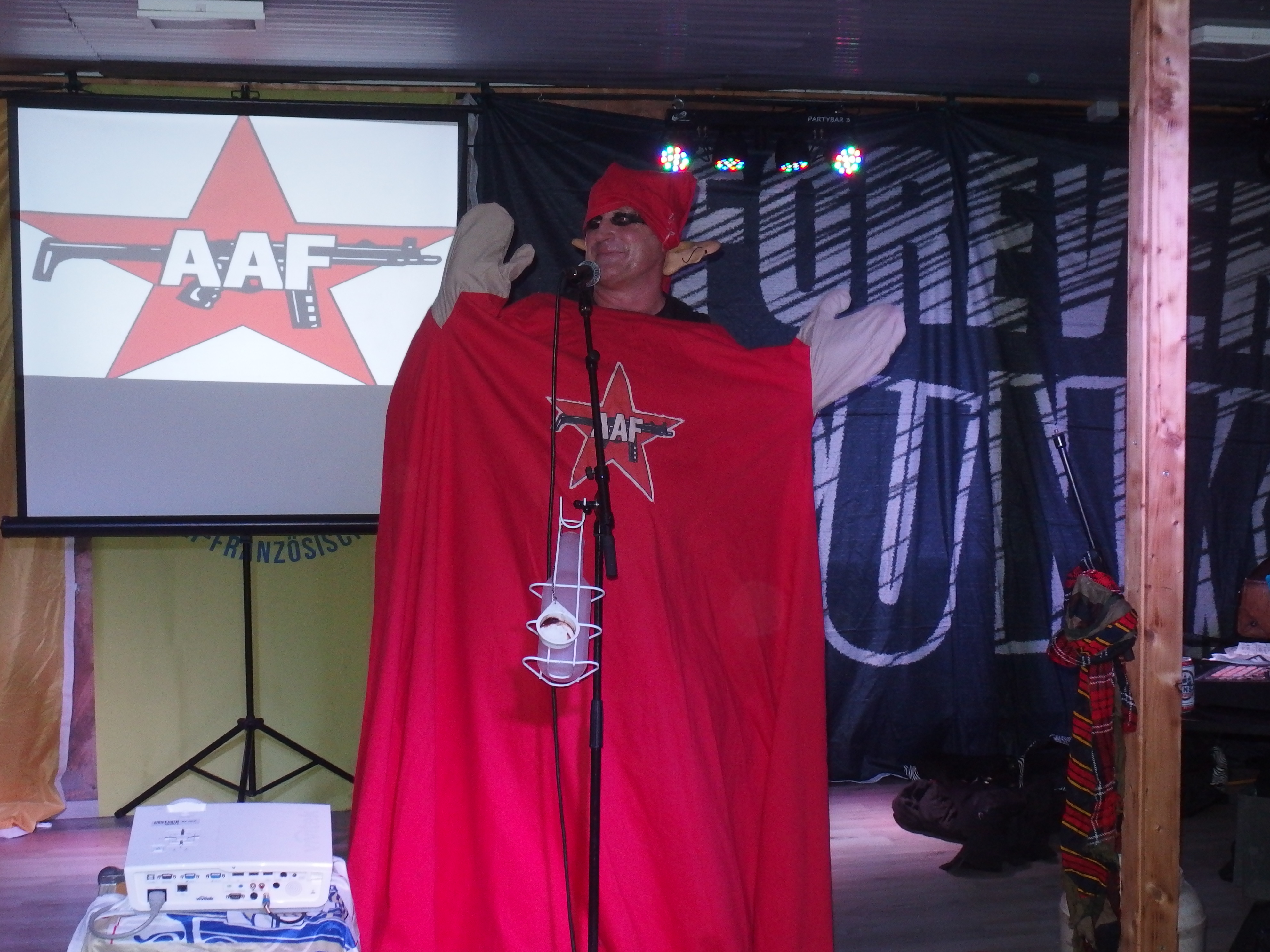
Marco Gödde mit HbW als „Kasperle“ live im DFG Café

Marco Gödde (* 22. Juni 1967 in Köln) ist ein deutscher Kabarettist, Musiker und Buchautor.

## Leben
Marco Gödde ist der älteste von drei Brüdern. Mit seinem Zwillingsbruder Marcell Gödde gründete er 1986 die spätere Punk-Kabarett Formation Heiter bis Wolkig; sein jüngerer Bruder ist der Schauspieler und Moderator Björn Gödde. Seit 2018 benutzt er öffentlich den Künstlernamen Marco Pankow.
Seit 1990 erarbeitet er Live- und Medien-Produktionen für ARD, WDR, MDR, RTL, Edel und Sony. Im Rahmen seiner Tätigkeiten für die BMG Bertelsmann Music Group in den 1990er Jahren konzipierte und inszenierte er die Live-Tourneen des Comedians Matze Knop, mit dem er noch heute künstlerisch zusammenarbeitet. 1997 gründete er zusammen mit jeweils zwei Musikern von Slime und den Abstürzenden Brieftauben die Punkrockband C.I.A.
Die Wiege seiner beruflichen Laufbahn ist das freie Musik-Theater. Als Schauspieler an freien Bühnen sowie Gründer, Vocalist und Comedian von Musiktheater „Heiter bis Wolkig“ produzierte er sechs Longplay-CDs, die über 140.000 mal abgesetzt wurden. 1996 war er mit Heiter bis Wolkig für den VIVA-Comet nominiert, 1997 spielte er bei Rock am Ring und Rock im Park. Für die Cocomico Theater- und Medienproduktions-GmbH schrieb, inszenierte oder produzierte er Familienmusicals wie u. a. „Der kleine Vampir – Das Musical“, „Kalle Blomquist – Das Musical“ und „Der Regenbogenfisch – Das Musical“.
Seit 2006 veröffentlichte er sechs Fachbücher zum Ausbildungsberuf Veranstaltungskaufmann / Veranstaltungskauffrau im Eigenverlag eventpruefung.de sowie beim Winklers Verlag (Westermann Schulbuchverlage).

## Werke (Auswahl)
- Fachqualifikation für Veranstaltungskaufleute: Basics Eventmanagement. Hauptband. Mit Jörg Bleibel. Darmstadt: Winklers Verlag 2008. ISBN 978-3-8045-5626-3
  - Lösungen. Darmstadt: Winklers Verlag 2008. ISBN 978-3-8045-5627-0
- Eventmanagement für Veranstaltungskauffrau und Veranstaltungskaufmann. Veranstaltungsorganisation: Gesamtskript zur IHK-Prüfungsvorbereitung. Mit Jörg Bleibel. Köln: Eventprüfung.de 2010. ISBN 978-3-941050-00-6
- Eventmanagement für Veranstaltungskauffrau und Veranstaltungskaufmann. 12 Musterlösungen (Ansätze) : IHK-Prüfungen Sommer 2004 bis Winter 2009/2010. Köln: Eventprüfung.de 2010. ISBN 978-3-941050-02-0
- Prüfungsbuch Veranstaltungskauffrau, Veranstaltungskaufmann: Zwischen- und Abschlussprüfung. Braunschweig: Winklers Verlag 2013. ISBN 978-3-8045-5621-8
- Veranstaltungsorganisation: 20 IHK-Musterlösungen (2010 bis 2020), ungebundene Fragen, Prüfungsteil 1.1, Eventmanagement für Veranstaltungskauffrau und Veranstaltungskaufmann. Köln: Eventpruefung.de 2020, ISBN 978-3-941050-09-9.

## Diskografie
Mit Heiter bis wolkig
- siehe Diskografie von Heiter bis wolkig

Mit C.I.A.
- 1998: Codename Freibeuter (Noise Records)